# Американизация
Американизацията е процесът на влияние на американската култура върху културата на други страни – в области като популярна култура, средствата за масова информация, кухнята, техниката, стопанските и политически практики. Понятието е употребено за първи път в 1907 година.
Холивуд (американската филмова и телевизионна индустрия) от 20-те години доминира на повечето медийни пазари в света. Това е основната среда, чрез която хората по целия свят гледат на американската мода, обичаите, природата и начина на живот.
Като цяло правителството на Съединените щати играе само улесняваща роля при разпространението на филми, телевизии, книги, списания и т.н. Въпреки това, по време на окупацията на бившите вражески оси след Втората световна война правителството играе основна роля в преструктурирането на медиите в тези страни, за да се елиминира тоталитаризмът и да се насърчи демокрацията срещу комунизма. Например, в Германия, американската окупационна щаб, службата на военното правителство, САЩ (OMGUS) през 1945 г. започва собствен вестник, базиран в Мюнхен. Die Neue Zeitung е издаден от немски и еврейски емигранти, които са избягали в САЩ преди войната. Мисията му беше да унищожи нацистките културни останки и да насърчи демокрацията, като изложи на германците как действа американската култура. Имаше много подробности за спорта, политиката, бизнеса, Холивуд и модата, както и международните дела. Американизирането ще продължи да се разпростира върху Желязната завеса още преди падането на Съветския съюз и периодично след това.
Копия от американските телевизионни програми се препредават по целия свят, много от тях чрез американските телевизии и техните филиали (като HBO Asia, CNBC Europe и CNN International). Много от тези дистрибутори излъчват главно американско програмиране по своите телевизионни канали. През 2006 г. изследването на 20 държави от „Радио Таймс“ откри седем американски шоута в десетте най-гледани: CSI: Маями, изгубени, отчаяни съпруги, Симпсън, CSI: Проучване на престъпленията, без следа и приключенията на Джими Неутрон: Момче Гений.
Американските филми също са изключително популярни в целия свят (дори анимационни филми, най-вече тези от Disney, Pixar, DreamWorks и Illumination), които доминират в кината в резултат на голямото търсене на американски продукти, изнасяни за потребителите, Война II. От най-добрите 50 филми с най-високи печалби на всички времена, 35 от тях са направени в САЩ, като топ 3 са американци. Често част от споразуменията за договаряне на споразумения за свободна търговия между САЩ и други държави включва квоти за екран. Един такъв случай е Мексико, което премахна квотите за екран след създаването на Северноамериканското споразумение за свободна търговия (NAFTA) със САЩ. Южна Корея се съгласи да намали своята квота под натиск от страна на САЩ като част от споразумение за свободна търговия.
Много артисти, базирани в САЩ, като Елвис Пресли и Майкъл Джексън, са признати в световен мащаб и са продали над 500 милиона албума. Албумът „Трилър“ на Майкъл Джексън, на 100 милиона продажби, е най-продаваният албум на всички времена.